# Eleftherés (Larissa)
Eleftherés, en grec moderne : Ελευθερές, est un village du dème de Larissa, district régional du même nom, en Thessalie, Grèce.
Selon le recensement de 2011, la population du village s'élève à 520 habitants.